# Liste der Kreisstraßen im Landkreis Friesland

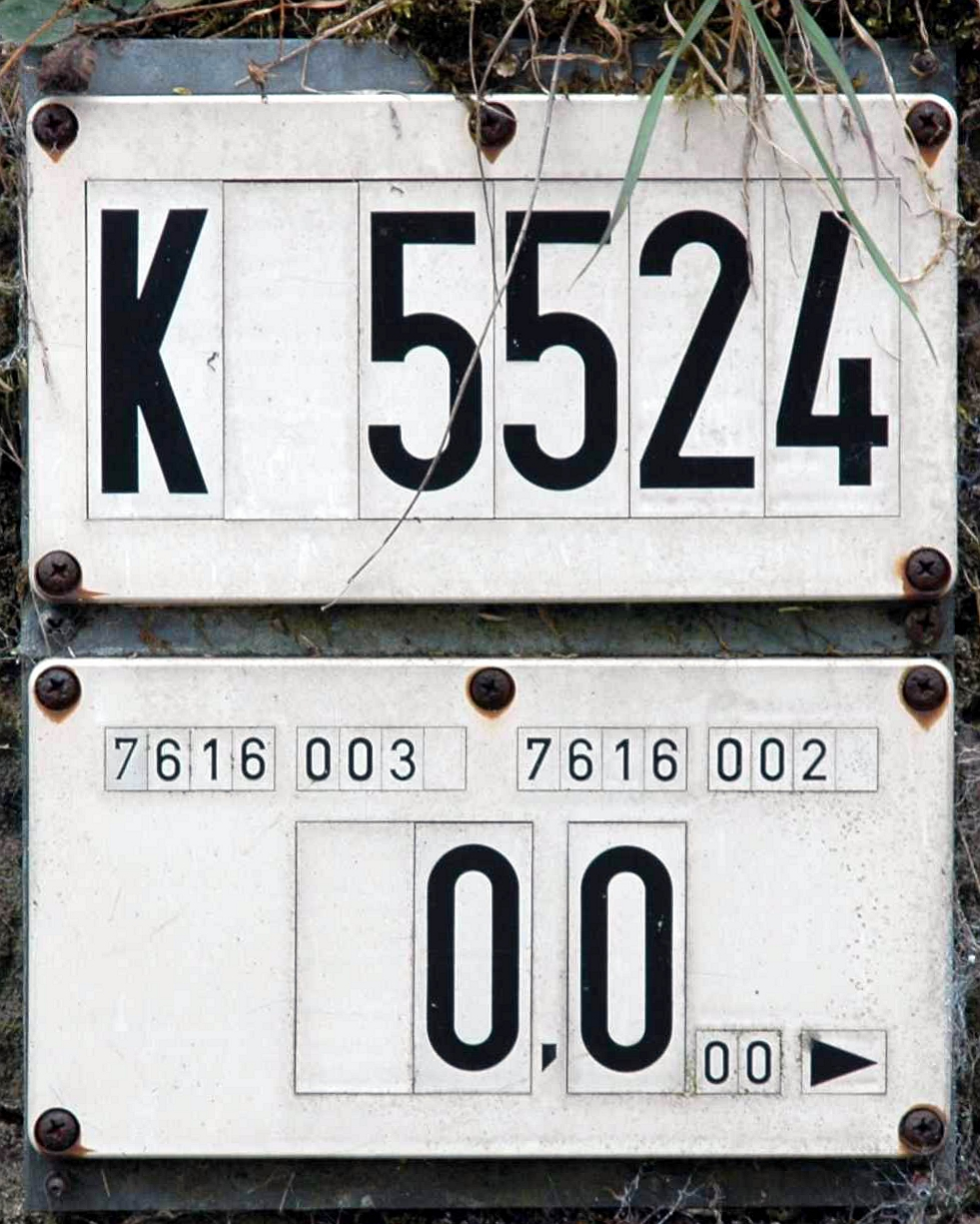
Stationszeichen

Die Liste der Kreisstraßen im Landkreis Friesland führt alle Kreisstraßen im niedersächsischen Landkreis Friesland auf. Auf der Insel Wangerooge, die ebenfalls dem Landkreis Friesland angehört, gibt es keine Kreisstraßen.

## Abkürzungen
- K: Kreisstraße
- L: Landesstraße

## Liste
Nicht vorhandene bzw. nicht nachgewiesene Kreisstraßen werden in Kursivdruck gekennzeichnet, ebenso Straßen und Straßenabschnitte, die unabhängig vom Grund (Herabstufung zu einer Gemeindestraße oder Höherstufung) keine Kreisstraßen mehr sind. 
Der Straßenverlauf wird in der Regel von Nord nach Süd und von West nach Ost angegeben.
| Nr.   | Verlauf |
| ----- | --- |
| K 86  | L 808 – Friedrich-August-Groden – Friederikensiel – K 87 |
| K 87  | L 810 in Kaisershof – Horum – K 326 – Förrien – Minsen – Tengshausen – Jürgenshausen – Funnens – Stull – K 86 – Mederns – Hohenkirchen – L 809 – Poggenburg – Oldorf – K 89 – Nenndorf – L 812 |
| K 88  | (K 10 im Landkreis Wittmund) – Kreisgrenze – Sophiengroden – L 808 in Neugarmssiel |
| K 89  | (K 19 im Landkreis Wittmund) – Kreisgrenze – Middoge – L 808 – Tettens – K 87 in Oldorf |
| K 91  | K 294 in Sande – |
| K 92  | L 807 in Sillenstede – Kreisgrenze – (K 338 in Wilhelmshaven) |
| K 93  | L 812 in Waddewarden – Wegsklampen – Garmsenhausen – Mühlenreihe – L 807 in Sillenstede |
| K 94  | /L 807 – Jever – K 332 – K 95 in Schortens |
| K 95  | (K 31 im Landkreis Wittmund) – Kreisgrenze – Schoost – Schortens – K 94 – K 96 – K 294 – |
| K 96  | K 95 in Schortens – Pannehoe – Dykhausen – Gödens – |
| K 97  | (K 97 in Wilhelmshaven) – Kreisgrenze – Roffhausen – /L 815 |
| K 99  | / – L 815 in Sande |
| K 102 | – Bohlenbergerfeld – Zetel (– Abzweig zur Kreisgrenze – (K 36 im Landkreis Wittmund)) – L 815                                                                                                  |
| K 103 | L 815 – Kreisgrenze – (K 103 im Landkreis Ammerland) |
| K 104 | L 816 – Jeringhave – Rahling – Seghorn – – Plaggenkrug – Altjührden – K 105 – L 819 |
| K 105 | L 819 in Altjührden – K 104 – Grünenkamp – Kreisgrenze – (K 105 im Landkreis Ammerland) |
| K 107 | K 108 in Hohelucht – Neuenwege – K 340 – Rosenberg – Kreisgrenze – (K 107 im Landkreis Ammerland)                                                                                              |
| K 108 | in Varel – Hohelucht – K 107 – Kreisgrenze – (K 108 im Landkreis Wesermarsch) |
| K 109 | in Varel – K 112 – K 113 in Christiansburg |
| K 110 | Dangast – K 112 – Dangastermoor – K 111 – in Varel |
| K 111 | K 110 in Dangastermoor – Varel |
| K 112 | K 111 in Dangast – Wehgast – K 109 in Varel |
| K 113 | K 109 in Christiansburg – in Hohenberge |
| K 281 | (K 21 im Landkreis Wittmund) – Kreisgrenze – L 808 in Wegshörne |
| K 294 | K 95 in Schortens – Sanderbusch – Sande – K 91 – L 815 |
| K 301 | (K 38 im Landkreis Wittmund) – Kreisgrenze – |
| K 311 | L 815 in Collstede – Astederfeld – Kreisgrenze – (K 310 im Landkreis Ammerland) |
| K 312 | (K 313 in Wilhelmshaven) – Kreisgrenze – Altenhof – L 815 in Sande |
| K 325 | Schillig – Horumersiel – K 326 – L 810 |
| K 326 | K 87 – K 325 in Horumersiel |
| K 331 | Horumersiel, Abzweig zum Hafen – Crildumersiel – L 810 |
| K 332 | L 813 in Jever – Rahrdum – Addernhausen – K 94 in Schortens |
| K 340 | Varel – L 819 – Neuenwege – K 107 – Kreisgrenze – (K 130 im Landkreis Ammerland) |